# Stawros Ewagoru
Stawros Ewagoru, gr. Σταύρος Ευαγόρου (ur. 23 września 1959 w Acheritu) – cypryjski polityk i ekonomista, deputowany, działacz Postępowej Partii Ludzi Pracy (AKEL).

## Życiorys
Z wykształcenia ekonomista, ukończył studia w Wyższej Szkole Ekonomicznej w Pradze. Pracował m.in. w przedsiębiorstwach wodociągowych w Nikozji. Zaangażował się w działalność komunistycznej Postępowej Partii Ludzi Pracy, w 1995 wszedł w skład komitetu centralnego, a w 2009 w skład biura politycznego. Pełnił również funkcję rzecznika prasowego tego ugrupowania. W latach 1991–2001 zasiadał w radzie miejskiej w Nikozji. W 2001 po raz pierwszy wybrany do Izby Reprezentantów, uzyskiwał reelekcję w 2006 i w 2011.